# Микшинское сельское поселение (Тверская область)
Ми́кшинское се́льское поселе́ние — упразднённое муниципальное образование в составе Лихославльского района Тверской области России.
Центр поселения — село Микшино.
Законом Тверской области от 5 апреля 2021 года № 17-ЗО было упразднено к 17 апреля 2021 года в связи с преобразованием Лихославльского муниципального района в Лихославльский муниципальный округ.

## Географические данные
- Общая площадь: 275,7 км².
- Нахождение: восточная часть Лихославльского района.
  - Граничило:
    - на севере — с Толмачевским СП
    - на востоке — с Рамешковским районом, СП Никольское и СП Кушалино
    - на юге — с Первитинским СП
    - на западе — с Кавским СП и Сосновицким СП
    - на северо-западе — со Станским СП

По северной границе поселения протекала река Медведица.

## История
В середине XIX-начале XX века деревни поселения относились к Бежецкому (Микшино, Залазино) и Новоторжскому (Вышково) уездам Тверской губернии.
В 1937—1939 годах территория поселения входила в Карельский национальный округ.
Образовано в 2005 году, включило в себя территории Вышковского, Микшинского и Залазинского сельских округов.

## Население
| 2010  | 2011  | 2012  | 2013  | 2014  | 2015  | 2016  |
| ----- | ----- | ----- | ----- | ----- | ----- | ----- |
| 1376  | ↘1366 | ↘1358 | ↘1327 | ↘1288 | ↘1271 | ↘1259 |
| 2017  | 2018  | 2019  | 2020  | 2021  |       |       |
| ↘1213 | ↘1149 | ↘1119 | ↘1109 | ↘1085 |       |       |

На 01.01.2008 — 1560 человек.
Национальный состав: русские и карелы.

## Населённые пункты
На территории поселения находились 32 населённых пункта:
| Тип нп | Название      | Население (2008 год) |
| ------ | ------------- | -------------------- |
| дер.   | Александрово  | 46                   |
| дер.   | Ананкино      | 20                   |
| дер.   | Бойцово       | 13                   |
| дер.   | Бронино       | 43                   |
| дер.   | Волхово       | 142                  |
| дер.   | Вырец         | 17                   |
| село   | Вышково       | 286                  |
| дер.   | Гришкино      | 8                    |
| дер.   | Гурилиха      | 1                    |
| дер.   | Дивовка       | 0                    |
| дер.   | Доманиха      | 26                   |
| село   | Залазино      | 308                  |
| дер.   | Калейкино     | 14                   |
| дер.   | Комариха      | 0                    |
| дер.   | Красная Горка | 0                    |
| дер.   | Красница      | 31                   |
| дер.   | Кузьмиха      | 8                    |
| дер.   | Маханы        | 6                    |
| село   | Микшино       | 395                  |
| дер.   | Мухреево      | 15                   |
| дер.   | Пиногощи      | 48                   |
| дер.   | Плешково      | 1                    |
| дер.   | Поповка       | 18                   |
| дер.   | Поторочкино   | 20                   |
| дер.   | Прядчиха      | 2                    |
| пос.   | Рассвет       | 1                    |
| дер.   | Репное        | 7                    |
| дер.   | Рычково       | 12                   |
| дер.   | Сошники       | 23                   |
| дер.   | Старчиха      | 5                    |
| дер.   | Шейново       | 3                    |
| дер.   | Широкая       | 41                   |

### Бывшие населенные пункты
На территории поселения исчезли деревни Алёшенка, Гокка (Заболотье), Луги, Луковники, Колодово, Костюшино, Матвейково, Мошницы, Скобелево, Стречково, Харитониха , Сальницы и другие.